# Longgao (köpinghuvudort i Kina, Shaanxi, lat 34,96, long 108,32)
Longgao (kinesiska: 龙高, 龙高镇) är en köpinghuvudort i Kina. Den ligger i provinsen Shaanxi, i den nordvästra delen av landet, omkring 93 kilometer nordväst om provinshuvudstaden Xi'an. Antalet invånare är 16 013. Befolkningen består av 7 627 kvinnor och 8 386 män. Barn under 15 år utgör 16,0 %, vuxna 15-64 år 75 %, och äldre över 65 år 8,0 %.
Runt Longgao är det ganska tätbefolkat, med 199 invånare per kvadratkilometer. Närmaste större samhälle är Xunyi Chengguanzhen, 18,0 km norr om Longgao. Trakten runt Longgao består till största delen av jordbruksmark.
Genomsnittlig årsnederbörd är 643 millimeter. Den regnigaste månaden är september, med i genomsnitt 150 mm nederbörd, och den torraste är december, med 1 mm nederbörd.